# Aux animaux
aux animaux es un proyecto musical fundado en 2015 por la músico Gözde Düzer en Estocolmo, en el género de Dark Wave y Gothic.
Gözde Düzer es originaria de Estambul y reside en Estocolmo; anteriormente vivió durante algunos meses en Estrasburgo. Toca el bajo y el Theremín y describe su música como Hauntwave. Ha actuado como telonera de Hante y Sólveig Matthildur. En abril de 2023, realizó una gira por Alemania y los Países Bajos con She Past Away.
El nombre del proyecto en francés, aux animaux, se traduce como "para los animales" y hace referencia al movimiento de los derechos de los animales y al veganismo. Su video Lost Souls muestra imágenes de la organización de derechos de los animales Djurrättsalliansen. En marzo de 2023, lanzó el EP Operatione Daemonum bajo el nombre de Melaina Chole.

## Discografía
- Black Holes (EP, enero de 2018)
- Stockholm Synthrome (EP, abril de 2020)
- The Hydesville Episode (Álbum, marzo de 2022)
- Devil Inside (Sencillo, septiembre de 2022)
- Hauntology (Álbum, diciembre de 2022)
- Lost Souls (Sencillo, abril de 2023)
- Body horror (Álbum, diciembre de 2023)